# 亀井光代
亀井 光代（かめい みつよ、1943年〈昭和18年〉12月8日 ‐ ）は、日本の女優。本名は同じ。
大連生まれ。長崎純心女子高校卒業。

## 人物
1945年8月18日に長崎県の大村に引き揚げるが、採鉱技師の父親の仕事の関係で、小学校を北海道から九州まで10回変わる。小学校時代は、1年生から4年生まで北海道で過し、小学5年生から再び長崎に戻るが、中学3年から高校卒業まで寄宿舎生活を送る。
1962年、長崎純心女子高校を卒業と同時に、NHKの演劇養成所に入り、1963年、NHKのテレビドラマ『父の恋人』でデビュー。その後も、NHK連続テレビ小説『たまゆら』にレギュラー出演するなど、テレビドラマで活躍した。『たまゆら』では、笠智衆と加藤道子の三女役を演じ、素直な演技が好評となる。映画では、『俺たちの恋』や市川雷蔵の遺作となった『博徒一代 血祭り不動』などで清楚な娘を演じた。
花登筐脚本の『細うで繁盛記』や『どてらい男』に出演したことが縁で、花登が主宰していた劇団喜劇に1974年より4年間所属していた。1990年代前半にはホリプロに所属していた。

## 出演作品

### テレビドラマ
- 父の恋人（1963年、NHK）※デビュー作
- ポプラの歌（1963年、NHK）
- 菊の香（1964年、NHK）
- 郷野の鐘（1964年、NET）
- 踊り子（1964年、NET）
- NHK朝の連続テレビ小説　たまゆら（1965年‐1966年、NHK） - 直木かよ子
- テレビ指定席 「親をさがしに」（1966年、NHK） - 康子[6]
- NHK劇場「望郷」（1966年、NHK） - 佐千子[7]
- 挽歌（1966年、TBS）
- 記念樹第5話「消え行く歌」（1966年、TBS）
- 青い山脈 第11回「友情の花束」（1966年、日本テレビ）
- 何処へ　第7回、第13回（1966年‐1967年、日本テレビ） - 生徒の姉
- 新吾十番勝負（1967年、TBS / 松竹テレビ室）
  - 第21話「無敵道場破り」- 梨花
  - 第34話「地獄の剣光」- 子春
- ザ・ガードマン　第129話「勲章は高くつく」（1967年、TBS・大映テレビ室）
- 二十四の瞳（1967年‐1968年、毎日放送・宝塚映画） - 主演・大石久子
- 待っていた用心棒 第16話「刺客の条件」（1968年、NET）
- 大奥（1968年、フジテレビ）
- 進め!青春（1968年、日本テレビ） - 河野真知子
- 鬼平犯科帳（松本幸四郎版）第1話「血頭の丹兵衛」（1969年、NET / 東宝）- 志乃
- 右門捕物帖 第8話「謎の闇男」（1969年、日本テレビ / 東宝）
- 水戸黄門 （TBS・C.A.L）
  - 第1部 第21話「子の刻登城・高遠」(1969年) - 早苗
  - 第4部 第22話「激流に実る恋・北上川」（1973年） - 川村加奈
  - 第9部 第17話「越前めおと奉書・福井」（1978年） - おいち
- 雪国（1970年、NHK）
- 細うで繁盛記（1970年、日本テレビ）
- 蒼ざめた午後（1971年、東海テレビ）
- 飛び出せ!青春 第20話（1972年、日本テレビ） - 宇野の妻
- どてらい男（1973年、フジテレビ）
- 眠狂四郎 第10話「荒野に女郎花が咲く」（1972年、関西テレビ）
- 子連れ狼（1973年、日本テレビ）第1部
- ぶらり信兵衛 道場破り 第9話「九年目の浮気」（1973年、フジテレビ）
- 楽屋のれん（1975年3月31日、フジテレビ） - 京子
- 影同心 第25話「相合傘の殺し節」（1975年、MBS / 東映） - おとせ
- 破れ傘刀舟悪人狩り 第64話「悪徳の勲章」（1975年、NET）中村志乃
- 夜明けの刑事 第48話「花の好きな女の秘密」（1975年、TBS）
- あかんたれ（1977年、東海テレビ）
- 新五捕物帳（1977年‐1982年、日本テレビ・ユニオン映画）
  - 第37話「黒いかわら版」
  - 第141話「闇に消えた男」 - お道
- Gメン'75（TBS）
  - 第151話「覗き魔は猫背の男」（1978年）−土井佳子
  - 第182話「赤ちゃん盗難事件」（1978年）−手塚（みきの母）
  - 第196話「東京発ひかり157号のトリック」（1979年）−川端新子
- 同心部屋御用帳 江戸の旋風IV 第21話「女房の秘密」（1979年、フジテレビ） - おきよ
- 不毛地帯（1979年、毎日放送）
- 桃太郎侍（日本テレビ）
  - 第125話「福の神だという女」（1979年）
  - 第202話「大江戸翔んでる女たち」（1980年）
  - 第239話「恋って奴ァむずかしい!」（1981年）
- 破れ新九郎 第15話「盗人宿の女」（1979年、ANB） - お駒
- ポーラテレビ小説・元気です!（1980年‐1981年、TBS） - いくの
- 鬼平犯科帳 第1シリーズ 第14話「むかしの男」（1980年、ANB） - 美雪
- 長七郎天下ご免! 第17話「かあちゃんに逢いたい!」（1980年、ANB） - お里
- 江戸の用心棒 第6話「胸さわぎ」（1981年、フジテレビ・東宝・映像京都） - 春乃
- 竜馬がゆく（1982年、東京12チャンネル）
- 外科医 城戸修平 第4話「燃えるささやき」（1983年、TBS）
- 気分は名探偵 第9話「圭介の仁義なき戦い」（1984年、日本テレビ）
- 新大江戸捜査網 第7話「鬼同心獄中の標的」（1984年、テレビ東京） - お房
- 金曜日には花を買って -Say it with Flowers-（1986年、TBS） - 水谷安代
- トップスチュワーデス物語（1990年、TBS）客室乗員部　片岡マネージャー
- 火曜サスペンス劇場（日本テレビ）
  - 女監察医・室生亜季子14　震える海（1993年）
  - 小京都ミステリー12　みちのく酒田殺人事件（1994年）

### 映画
- 俺たちの恋（1965年、松竹）
- 博徒一代 血祭り不動（1969年、大映） - お園
- 用心棒 兇状旅（1969年、大映）
- 秘録怪猫伝（1969年、大映） - 小夜
- 真田幸村の謀略（1979年、東映） - 阿茶局
- 巣立ちのとき 教育は死なず（1981年、共同映画全国系列会議）

### バラエティー番組
- クイズ面白ゼミナール（NHK総合）